# Rußdorf (Utscheid)

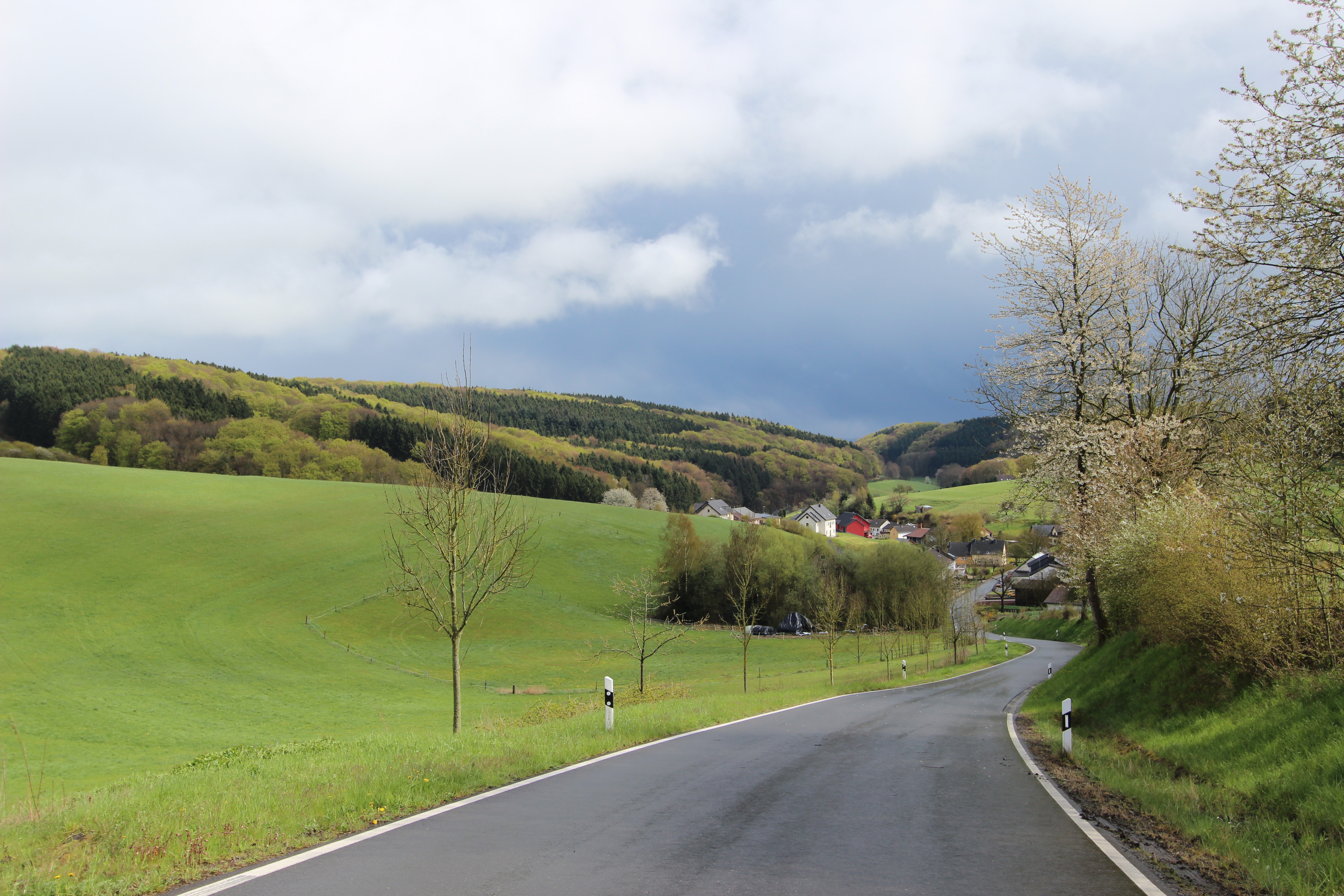
Blick vom "Rußdorfer Berg"

Rußdorf ist ein Ortsteil der Ortsgemeinde Utscheid im Eifelkreis Bitburg-Prüm in Rheinland-Pfalz.

## Geographische Lage
Der Ortsteil Rußdorf liegt östlich der Ortsgemeinde Utscheid in einer Tallage. Ein Großteil des Ortes ist durch Hanglage geprägt. Es handelt sich um ein Straßendorf. Parallel zum Ort verläuft der Udersbach in Richtung Berghausen (Baustert).

## Geschichte
Um das Jahr 1820 bestand außerhalb des Hauptortes Utscheid nur der Hof Baustert-Waldburg und ein Gebäude anstelle der späteren Glashütte. Im Verlauf des 19. Jahrhunderts kamen einige Ansiedlungen außerhalb von Utscheid hinzu. Der größte Weiler wurde hierbei Rußdorf. Der Ortsteil zählte im Jahr 1840 bereits zwölf Häuser. Bei der Entstehung des Ortsteils wird ein Zusammenhang mit der ehemaligen Glashütte vermutet.

## Kultur und Sehenswürdigkeiten

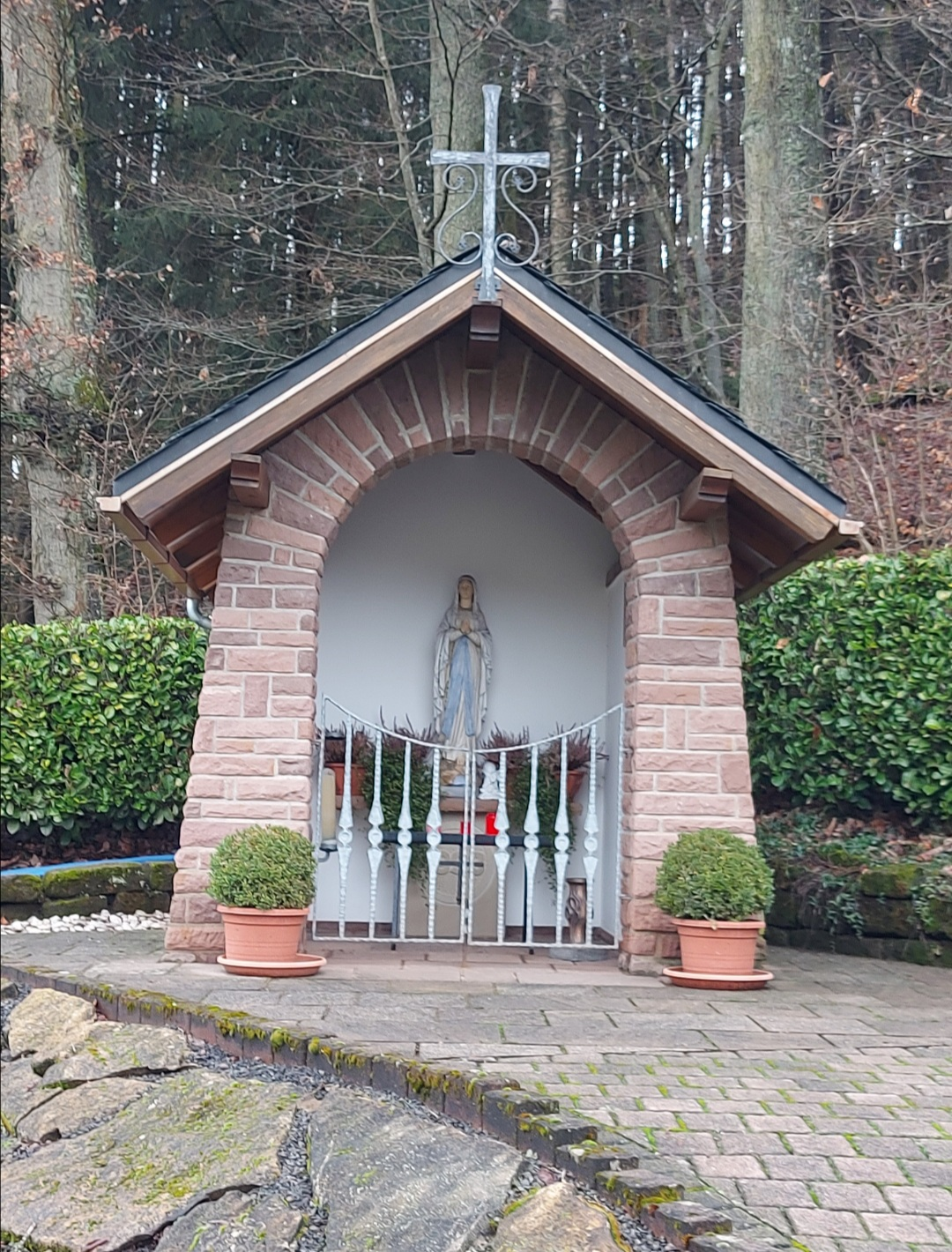
Kapelle

### Bauwerke
Sehenswert ist im Ortsteil Rußdorf vor allem ein Heiligenhäuschen, welches in unmittelbarer Nähe zum Udersbach errichtet wurde. Des Weiteren findet sich ein teilweise zerstörtes Wegekreuz an der Kreuzung der K 64 mit der K 66.

### Naherholung
Rußdorf liegt auf der Route des Wanderweges 82 des Naturpark Südeifel. Dieser verläuft kurzzeitig entlang des Uderbaches und anschließend in westlicher Richtung nach Utscheid.

## Wirtschaft und Infrastruktur

### Unternehmen
Im Ort sind ein Unternehmen für Haustechnik sowie eine Geschäftsstelle für Versicherungen ansässig.

### Verkehr
Es existiert eine regelmäßige Busverbindung nach Bitburg.
Rußdorf ist durch die K 64 erschlossen und liegt rund 3 km südlich der B 50.